# Bulbophyllum pyridion
Bulbophyllum pyridion là một loài phong lan thuộc chi Bulbophyllum.